# Xã Stanley, Quận Lyon, Minnesota
Xã Stanley (tiếng Anh: Stanley Township) là một xã thuộc quận Lyon, tiểu bang Minnesota, Hoa Kỳ. Năm 2010, dân số của xã này là 238 người.